# Mont-Sainte-Aldegonde
Mont-Sainte-Aldegonde (dans une phrase : "Ou mont" = au Mont, en wallon) est une section de la commune belge de Morlanwelz, située en Région wallonne dans la province de Hainaut.
C'était une commune à part entière avant la fusion des communes de 1977.

## Toponymie
Cette localité doit la première partie de son nom de sa situation sur une hauteur et la seconde parce que son église est sous la protection de sainte Aldegonde, fille de Walbert IV, gouverneur sous le roi Dagobert Ier, des provinces austrasiennes d'Entre-Sambre-et-Meuse, et la sœur de sainte Waudru issue d'une famille chrétienne de la noblesse mérovingienne (saint Walbert et sainte Bertille), Aldegonde est née vers 630 à Cousolre (village frontalier situé à quelques kilomètres de Beaumont). 
Dès sa jeunesse, elle manifeste une grande piété ainsi que, liée au souci des pauvres, la volonté, d'abandonner les richesses de la terre. 
Brûlant en secret de l'ardent désir de ne réserver son cœur qu'au seul amour du Christ, elle refuser toutes les offres de mariage. Selon le souhait de sa sœur sainte Waudru, de dix ans son aînée, Aldegonde passe quelque temps à Mons au monastère que celle-ci y avait fondé. 
De retour à Cousolre, elle s'enfuit une nuit de la demeure familiale. Allant à travers bois, elle arrive saine et sauve de l'autre côté de la Sambre. Dans un lieu inculte, couvert d'arbustes et de buissons, elle se construit une hutte de branchages, et elle appelle son ermitage "Malbodium" (mauvais bois) qui donnera plus tard Maubeuge. 
C'est l'évêque saint Amand qui consacrera sa vocation religieuse en lui donnant le voile des Vierges chrétiennes. Ainsi consacrée officiellement à Dieu, Aldegonde ne tarde pas à voir accourir auprès d'elle d'autres jeunes filles désireuses de partager son idéal. Une église et des cellules sont construites et le domaine est mis en culture : le monastère de Maubeuge est né. C'est un couvent paisible où la vie s'écoule, silencieuse et effacée au service des pauvres. Sainte Aldegonde s'éteindra le 30 janvier 684 après avoir connu les souffrances d'une longue maladie qui sera plus tard identifiée comme un cancer du sein droit.
Sainte Aldegonde a été vénérée dès sa mort par ceux qui avaient connu ses vertus. Sa fête liturgique semble avoir existé à Maubeuge au moins dès le IXe siècle. Elle aurait été canonisée en 1039. On la fête le 30 janvier. Elle est invoquée contre les maux dont elle a elle-même souffert : maux d'yeux, douleurs de tête, fièvres et surtout cancer, notamment cancer au sein. Ses reliques sont visibles dans l'église paroissiale SS. Pierre et Paul à Maubeuge. L’évêque de Cambrai, Alard, donnait en 1177 à l'Abbaye de Bonne-Espérance, près de Binche, plusieurs autels dont celui de Mont-Sainte-Aldegonde. Donation confirmée la même année par le pape Alexandre.

## Géographie

### Morphologie urbaine

#### Hameaux et lieux-dits
- La Jonquière.
- Les Ormes.
- La Folie.
- Les Boulois.

## Évolution démographique
- Sources : INS, Rem. : 1831 jusqu'en 1970 = recensements, 1976 = nombre d'habitants au 31 décembre.

## Histoire
La seigneurie de Mont-Sainte-Aldegonde formait alors un ample fief relevant de la cour féodale de Mons. Les possesseurs de cette terre apparaissent dans les actes médiévaux sous le nom de "Mont". Anselme de Mont est encore cité en 1212 et 1218. Au XIVe siècle, cette terre appartenait à la famille de Marmol, puis elle passa aux sires de Carnières. C'est ainsi qu'en 1410, un cartulaire de 1410-1411, signale que Jean, sire de Carnières, possédait la seigneurie de Mont-Sainte-Aldegonde. Vers 1450, un autre Jean, sire de Carnières et fils du précédent hérita des seigneuries de Carnières et de Mont-Sainte-Aldegonde. En 1474, c'est Lion de Carnières, écuyer, qui hérite de ces territoires. En 1480, ils passent dans les mains de Warnier qui devient maître des seigneuries de Carnières et Mont-Sainte-Aldegonde.
En 1503, ce dernier vend la seigneurie de Mont-Sainte-Aldegonde à Maître Nicolas de la Croix, bourgeois de Mons, licencié en droit.
Au début du XVIe siècle, la seigneurie est divisée en 3 parties : l'une devient la propriété de la famille de Haméricourt, la seconde appartenait à Guillaume Prévost et la troisième au seigneur d'Esclaibes et d'Epinoy.
Le 3 mars 1513, par achat fait à Maître Nicolas Delacroix, bourgeois de Mons, licencié en droit et lois, la seigneurie complète de Mont-Sainte-Aldegonde passa à Henri de Haméricourt, seigneur de Willersies, de Neufville-sur-Sambre, écuyer de la gouvernante Marguerite d'Autriche, maître d'hôtel de la reine Marie de Hongrie. Il fut prévôt et bailli de Binche de 1492 à 1541 et exerça cette fonction pendant près d'un demi-siècle. En 1525, l'archiduc Charles d'Autriche[Lequel ?] lui conféra le titre de chevalier. Il avait épousé Elisabeth de Spangen, chanoinesse de Sainte-Waudru à Mons; De ce mariage, ils eurent 8 enfants dont 4 sont morts sans alliance. Il mourut à Binche où il fut inhumé.
La seigneurie passa ensuite à Jacques de Marnix, du chef de sa femme Marie de Haméricourt, héritière, qu'il avait épousée le 3 avril 1535 ; de cette union, ils eurent 4 enfants. Sa femme décéda en 1545. Il se remaria le 5 février 1546, à Marie de Bonnières de Souastre, dame d'Ogimont ; de cette union, ils eurent 2 enfants.
Jacques de Marnix, seigneur de Thoulouze en Franche-Comté, baron de Pottes en Hainaut, fut un guerrier et un négociateur. Homme de guerre, il touchait à ce titre 657 livres l'an. Charles Quint, le créa chevalier par lettres patentes, délivrées au Câteau-Cambresis, le 3 novembre 1543. Par lettres impériales du 12 octobre 1551, il reçut la charge de « commissaire général des monstres». Il fit son testament à Saint-Orner le 23 juin 1557 et  mourut la même année.
La seigneurie de Mont-Sainte-Aldegonde faisait déjà partie du doyenné de Binche avant 1559 et relevait alors de la prévôté de Binche du Comté de Hainaut. Par testament Jacques légua à son fils, Philippe de Marnix de Sainte-Aldegonde né à Bruxelles en 1538, la seigneurie de Mont-Sainte-Aldegonde qui en hérita officiellement le 11 mars 1558.
Ce sera lui le plus célèbre seigneur du lieu car il fut l'un des grands hommes de son siècle. Il a contribué puissamment à la formation de la République des Provinces-Unies et au renversement de la domination espagnole. Écrivain fécond, poète estimé, patriote ardent, conseiller de l'électeur palatin Frédéric III, zélé propagateur des doctrines de Calvin, il fut l'un des conseillers les plus influents du prince d'Orange, Guillaume le Taciturne, gouverneur de Delft, de Rotterdam et de Schiedam. Auteur de l'acte célèbre connu sous le nom de “Compromis des Nobles“ en 1566, et l'un des plus actifs négociateurs de la Pacification de Gand en 1576, il fut aussi membre du congrès de Bréda, conseiller d'État, député à la Diète de Worms en 1578.
Ambassadeur en France, Philippe fut chargé d'offrir la couronne des Pays-Bas à François de Valois, duc d'Anjou et d'Alençon. Bourgmestre d'Anvers en 1583, il se distingua par des talents de tacticien éminent pendant le siège de 1584-1585. Il épousa en premières noces Philippotte van Belle dite de Bailleul (quatre enfants). Après le décès de Philipotte, il convola en deuxièmes noces avec Catherine Van Eeckeren (deux enfants) puis, à la mort de cette dernière, il se remaria en troisièmes noces Jossine de Lannoy (pas d'enfants). 
Jacques de Marnix, fils aîné de Philippe, seigneur de West-Soubourg et de Mont-Sainte-Aldegonde succéda à son père, mort à Leyde le 15 décembre 1598. Il eut juste le temps de lui rendant les derniers devoirs en le faisant inhumer dans le cimetière de Soubourg. Lui-même mourut, en Zélande, le 27 janvier 1599, soit six semaines après le décès de Philippe. Il avait épousé Véronique Hoen Van de Lippe et ils eurent une fille, Walburge.
Il n'avait pas eu le temps d’hériter de la seigneurie de Mont-Sainte-Aldegonde et la seigneurie échut donc le 13 novembre 1599 à sa fille unique, Walburge de Marnix, dame de Soubourg. Comme elle était encore mineure à ce moment, la seigneurie fut d'abord administrée par sa mère jusqu’au 18 septembre 1610, jour de la majorité de Walburge. 
En 1616, celle-ci épousa Guillaume d'Oldenbarneveld, chevalier et seigneur de Stoutenburg et de Kralinger. Il était gouverneur de Berg-op-Zoom aux Pays-Bas et de religion protestante. Quelques années plus tard, le père de Guillaume fut accusé de trahison à l’encontre des Provinces-Unies. Il fut jugé et condamné à la confiscation de tous ses biens et à la peine capitale, instrumentée le 13 mai 1619. Ses fils furent aussi inquiétés et par les autorités et ils furent démis de leurs fonctions. Guillaume se retrouva alors sans ressources et décida de se venger. Il s’aboucha avec d'autres mécontents et conspira contre le régime. Les conspirateurs avaient décidé d’assassiner le prince Maurice de Nassau mais le complot fut découvert à temps. Quelques-uns des conjurés furent arrêtés mais Guillaume et la plupart de ses complices parvinrent à s’enfuir à l'étranger. Les autorités protestantes mirent alors sa tête à prix pour la somme de 5000 florins. Il se rallia alors à l'Espagne qui administrait à l’époque la Belgique, abjura la Réforme  et se convertit au catholicisme. 
L’entente entre Walburge et Guillaume fut de courte durée et ils se séparèrent en 1623 alors que leur mariage n’avait toujours pas produit de descendance. Walburge décéda le 26 janvier 1626 et malgré leur séparation, Guillaume hérita de la seigneurie de Mont-Ste-Aldegonde.
Il s’endetta de plus en plus et trépassa en 1654 sans avoir réussi à rembourser ses dettes.
En 1655, un peu après la mort de Guillaume, un des créanciers principaux, messire Honoré Vanden Eynde, fit saisir la seigneurie de Mont-Ste-Aldegonde. 
Le chevalier Philippe de Levin, colonel d'un régiment wallon au service des Provinces Unies, avait épousé Louise de Marnix, fille du deuxième mariage de Philippe de Marnix de Ste Aldegonde et famille de Walburge eut vent de la saisie. Le 12 avril 1655, Guillaume de Levin, seigneur de Famars et parent de Philippe, acheta le domaine et devint ainsi seigneur de Mont-Sainte-Aldegonde. Il est probable que les liens familiaux des Levin et des Marnix ne furent pas étrangers à cette transaction.
La seigneurie passa le 22 septembre 1660 à Charles de Levin dit Famars, fils mineur de Guillaume et de Jeanne Marie de Chantraine dit Broucqusart.
Après la mort de Charles, le 1er juillet 1690, la seigneurie revint le 7 octobre 1690 à sa sœur Alix de Levin qui vendit la seigneurie le 20 décembre 1700 à Philippe Louis Le Boucq. Ce dernier en prit possession le 4 mars 1701.
Son fils, François-Joseph Le Boucq hérita de la seigneurie à la mort de son père, le 17 juillet 1721. Le 26 avril 1763, ce fut au tour de Philippe- Albert Le Boucq d’hériter de la seigneurie. Puis ce fut Dominique-Albert Le Boucq (mort le 13 février 1789) qui en hérita le 7 juin 1777. Le dernier seigneur Mont-Ste-Aldegonde, Charles-Léopold Le Boucq, comte d'Epinois, la reçut en héritage le 5 février 1790 et devint à son tour vassal de la cour féodale du Hainaut.
Après le rattachement du Comté de Hainaut à la France et sous l’empire napoléonien, Mont-Sainte-Aldegonde fera partie du département de Jemappes et, à partir de 1802, du diocèse de Tournai. Après l’indépendance belge, en 1830, Mont-Sainte-Aldegonde sera une des communes de la province belge du Hainaut. Avec la Révolution industrielle, quelques industries seront implantées sur son territoire, dont une mine d’extraction de charbon. 

## Liste des bourgmestres de 1830 à 1977
- Pierre Coquiart, de 1921 à 1940.

## Patrimoine et culture

### Patrimoine architectural
- Eglise Sainte-Aldegonde, construite en 1778[1]’[2] en style classique, la tour est restaurée en 1905 et 1906[3].
- Ancienne maison communale. Construite en 1865 à 1868, elle a accueillit le musée Marnix en 2001 il a connu une existence éphémère[4].